# Amerika Perdida
Amerika Perdida è un album della Mano Negra pubblicato nel 1991.

## Tracce
1. Mano negra – 1:46
2. Mala vida – 2:54
3. Amerika perdida – 3:00
4. Peligro – 2:53
5. Sidi H'Bibi – 2:38
6. Noche de accion – 2:49
7. El sur – 1:02
8. Patchuko hop – 2:30
9. Mano negra – 0:59
10. Patchanka – 3:07
11. Indios de Barcelona – 2:39
12. Guayaquil City – 3:02
13. El Jako – 2:49
14. Soledad – 2:35
15. King Kong five – 1:58
16. Salga la luna – 3:33

## Formazione
- Manu Chao - voce, chitarra ritmica
- Daniel Jamet - chitarra solista, cori
- Antoine Chao - tromba, cori
- Pierre Gauthé - trombone, cori
- Thomas Darnal - tastiere, cori
- Joseph Dahan - basso, cori
- Santiago Casariego - batteria, cori
- Philippe Teboul - percussioni, cori